# Iberis spathulata
Iberis spathulata là một loài thực vật có hoa trong họ Cải. Loài này được Bergeret ex DC. mô tả khoa học đầu tiên năm 1805.